# Goran Perkovac
Goran Perkovac   (Slatina, 16 de setembre de 1962) és un exjugador d'handbol iugoslau, que va participar en els Jocs Olímpics d'Estiu de 1988 (amb la selecció de la RFS de Iugoslàvia), i als Jocs Olímpics d'Estiu de 1996 (amb la selecció de Croàcia). Un cop retirat, continua lligat al handbol com a entrenador.
El 1988 va formar part de la selecció de Iugoslàvia que va guanyar la medalla de bronze a les Olimpíades de Seul. Hi va jugar cinc partits i marcà 4 gols.
El 1996, formà part de la selecció croata que va guanyar la medalla d'or a les olimpíades d'Atlanta 1996. Hi va jugar tots set partits, i va marcar-hi 17 gols.